# Mandarín temprano
El mandarín temprano o mandarín antiguo era la forma estadarizada de chino basada en el habla del norte de China durante la dinastía Jin de los yurchen (siglo XII a XIII) y bajo los mongoles de la dinastía Yuan (siglo XII a XIV). Durante esa época aparecieron nuevos géneros literarios en lengua vernácula que usaban esta lengua, tanto para poesía, como par la prosa. Dos ejemplo de este tipo de literatura son qu y sanqu.
La fonología del antiguo mandarín puede deducirse de varias fuentes: (1) de textos escritos en alfabeto 'Phags-pa, creado en 1269 y usado para muchas lenguas del imperio Mongol, incluyendo el antiguo mandarín, (2) de diccionarios de rimas como el Menggu Ziyun (1308) y el Zhongyuan Yinyun (1324).  Los diccionarios de rimas difieren en algunos pequeños detalles pero muestran muchas características típicas de los dialectos mandarines modernos, tales como la reducción o desaparición de oclusivas finales y la reorganización de los cuatro tonos del chino medio en los modernos cuatro tonos del mandarín.

## Nombre
El nombre "mandarín", como traducción directa del chino Guānhuà (官話, 'lengua de los oficiales'), se refería inicialmente a la lingua franca de las dinastías Ming y Qing, basada en un compromiso entre varias dialectos septentrionales. Desde entonces, el término se ha extendido para denominar también tanto al chino estándar como a los dialectos mandarines septentrionales modernos.
En su momento la lengua se denominaba Hàn'ér yányǔ (漢兒言語, 'lengua de los Hàn'ér') o también Hànyǔ en el libro Nogeoldae escrito en sino-coreano, a partir del término Hàn'ér o Hànrén usado por los mongoles para los súbditos de la región septentrional gobernada por los Jin. Este término se oponía al término Nánrén que se refería a los que previamente habían estado bajo la dinastía Song meridional.

## Fuentes

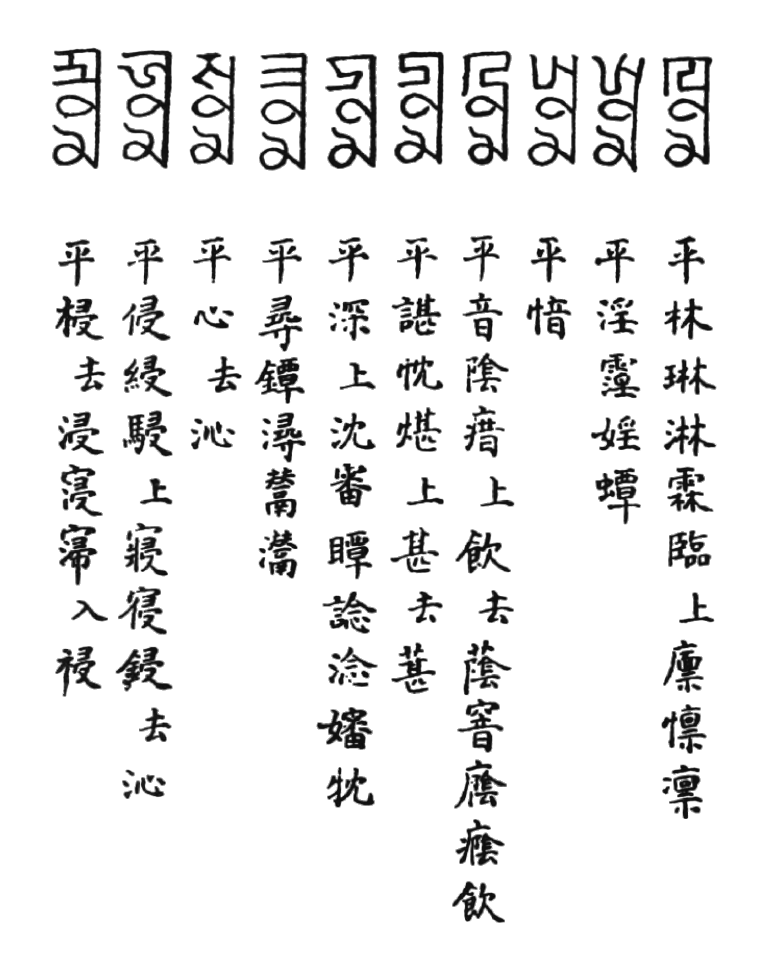
Una página del Menggu Ziyun que cubre las sílabas tsim a lim (escritas en alfabeto Phags-pa en la parte superior)

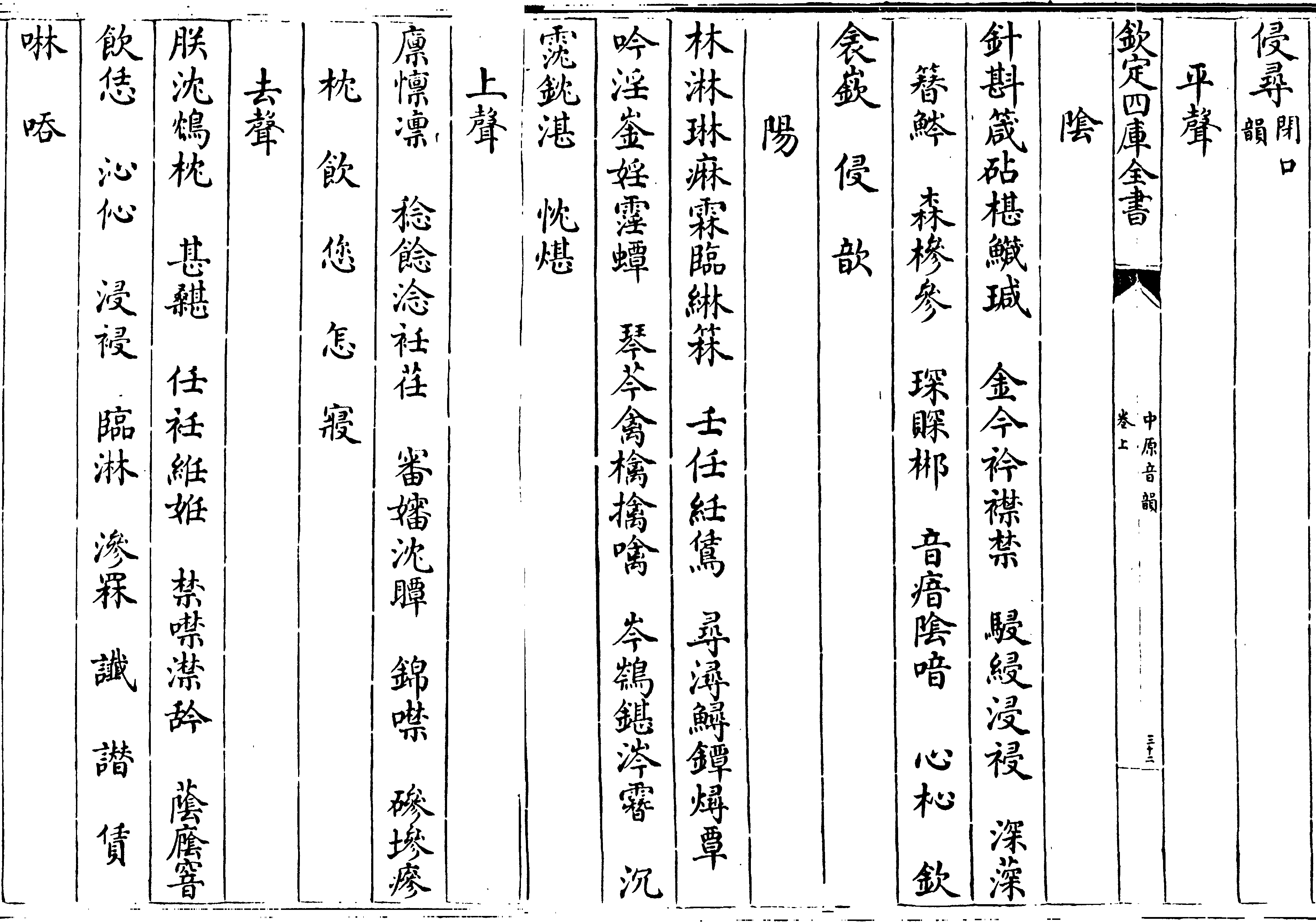
Grupo de rimas Zhongyuan Yinyun 侵尋 (-im, -əm), dividido en cuatro tonos

## Fonología
La fonología del mandarín temprano está más claramente definida en el Zhongyuan Yinyun. El alfabeto Phags-pa y el Menggu Ziyun tienden a retener más elementos tradicionales, pero son útiles para complementar la descripción escueta del Zhongyuan Yinyun. El idioma muestra muchas de las características propias de los dialectos mandarines modernos, como la reducción y desaparición de las consonantes oclusivas finales y la reorganización de los tonos del chino medio.

### Iniciales
En el chino medio, las oclusivas y africadas iniciales mostraban un contraste triple entre sonoras no aspiradas, sordas aspiradas y sonoras. La distinción de sonoridad desapareció en la mayoría de las variedades del chino, con diferentes efectos en las iniciales y los tonos en cada uno de los grupos principales. En el mandarín temprano, las oclusivas y africadas sonoras del chino medio se convirtieron en sordas aspiradas en el tono "llano" y en sordas no aspiradas en otros, una característica típica de las variedades mandarinas modernas. Esta distribución también se encuentra en las tablas de rimas de Shao Yong del siglo XI.
Con la excepción de la nasal retrofleja, que se fusionó con la nasal dental, las oclusivas retroflejas y las sibilantes retroflejas del chino medio tardío se fusionaron en una sola serie.
|                     |             | Labial | Dental | Sibilante | Retrofleja | Velar |
| ------------------- | ----------- | ------ | ------ | --------- | ---------- | ----- |
| Oclusiva o Africada | sorda       | p-     | t-     | ts-       | tʂ-        | k-    |
| Oclusiva o Africada | aspirada    | pʰ-    | tʰ-    | tsʰ-      | tʂʰ-       | kʰ-   |
| Nasal               | Nasal       | m-     | n-     |           |            | ŋ-    |
| Fricativa           | Fricativa   | f-     |        | s-        | ʂ-         | x-    |
| Aproximante         | Aproximante | ʋ-     | l-     |           | ɻ-         | ∅-    |

La inicial /∅/ denota un inicio laríngeo sonoro que funciona como una inicial cero. Estaba casi en distribución complementaria con la inicial /ŋ/, y las dos se han fusionado en la mayoría de los dialectos modernos como una inicial cero, [ŋ], [ɣ] o [n].  
La inicial /ʋ/ también se ha fusionado con la inicial cero y la medial /w/ en el idioma estándar.
La distinción entre las sibilantes dentales y retroflejas ha persistido en los dialectos mandarines del norte, incluido el de Pekín, pero las dos series se han fusionado en los dialectos del suroeste y sureste.  
Un desarrollo más reciente en algunos dialectos (incluido Pekín) es la fusión de los alófonos palatales de las sibilantes dentales y las velares, dando lugar a una serie palatal (representada como j-, q- y x- en pinyin).

### Finales
Las tablas de rimas del chino medio tardío dividen las finales en 16 clases de rimas (攝 shè), cada una descrita como "interna" (內 nèi) o "externa" (外 wài), que se cree que indican una vocal cerrada o abierta, respectivamente. Cada grupo de rimas se dividía en cuatro "divisiones" (等 děng), cruzadas con una división bipartita entre "boca abierta" (開口 kāikǒu) o "boca cerrada" (合口 hékǒu), siendo esta última indicativa de labialización del inicio de la sílaba.
Aunque estas categorías son más generales que las finales del chino medio temprano del Qieyun, son suficientes para explicar el desarrollo hasta el mandarín temprano. Las divisiones del chino medio tardío se reflejan en el mandarín temprano mediante variación en la vocal, así como la presencia o ausencia de palatalización. La palatalización y el redondeamiento labial se representan mediante una semivocal medial, como en las variedades modernas.  
Las divisiones III y IV no se distinguen en ninguna de las variedades y se marcan con una semivocal palatal, excepto después de iniciales retroflejas. Las semivocales palatales también aparecen en sílabas de división II abierta con iniciales velares o laríngeas.  
Por ejemplo, las clases de rimas con codas nasales producen las siguientes finales del mandarín temprano:  
| Clase de rimas | Abierta | Abierta | Abierta | Abierta  | Abierta | Cerrada | Cerrada | Cerrada  | Cerrada |
| Clase de rimas | Div. I  | Div. II | Div. II | Div. III | Div. IV | Div. I  | Div. II | Div. III | Div. IV |
| -------------- | ------- | ------- | ------- | -------- | ------- | ------- | ------- | -------- | ------- |
| 深 shēn        |         |         |         | -əm, -im |         |         |         |          |         |
| 咸 xián        | -am     | -am     | -jam    | -jɛm     | -jɛm    |         |         |          |         |
| 臻 zhēn        | -ən     |         |         | -in      |         | -un     |         | -yn      |         |
| 山 shān        | -an     | -an     | -jan    | -jɛn     | -jɛn    | -wɔn    | -wan    | -ɥɛn     | -ɥɛn    |
| 通 tōng        |         |         |         |          |         | -uŋ     |         | -juŋ     |         |
| 曾 zēng        | -əŋ     |         |         | -iŋ      |         | -wəŋ    |         | -yŋ      |         |
| 梗 gěng        |         | -əŋ     | -əŋ     | -iŋ      | -iŋ     |         | -wəŋ    | -yŋ      | -yŋ     |
| 宕 dàng        | -aŋ     |         |         | -jaŋ     |         | -waŋ    |         | -waŋ     |         |
| 江 jiāng       |         | -aŋ     | -jaŋ    |          |         |         |         |          |         |

La fusión de las clases de rimas zēng y gěng es una característica típica de los dialectos mandarines.  
Esa fusión, y la de las clases dàng y jiāng, ya se reflejaba en las tablas de rimas de Shao Yong del siglo XI.
Las dos fuentes proporcionan conjuntos muy similares de finales, aunque a veces difieren en qué finales se consideraban rimantes:  
| Clase de rimas del Zhongyuan Yinyun | Clase de rimas del Zhongyuan Yinyun | Finales por clase medial | Finales por clase medial | Finales por clase medial | Finales por clase medial | Clase de rimas del Menggu Ziyun | Clase de rimas del Menggu Ziyun |
| Clase de rimas del Zhongyuan Yinyun | Clase de rimas del Zhongyuan Yinyun | 開口 kāikǒu              | 齊齒 qíchǐ               | 合口 hékǒu               | 撮口 cuōkǒu              | Clase de rimas del Menggu Ziyun | Clase de rimas del Menggu Ziyun |
| Clase de rimas del Zhongyuan Yinyun | Clase de rimas del Zhongyuan Yinyun | -                        | -j-                      | -w-                      | -ɥ-                      | Clase de rimas del Menggu Ziyun | Clase de rimas del Menggu Ziyun |
| ----------------------------------- | ----------------------------------- | ------------------------ | ------------------------ | ------------------------ | ------------------------ | ------------------------------- | ------------------------------- |
| 5                                   | 魚模 yú-mú                          |                          |                          | -u                       | -y                       | 5                               | 魚 yú                           |
| 12                                  | 哥戈 gē-hū                          | -ɔ                       | -jɔ                      | -wɔ                      |                          | 14                              | 哥 gē                           |
| 14                                  | 車遮 chē-zhē                        |                          | -jɛ                      |                          | -ɥɛ                      | 15                              | 痲 má                           |
| 13                                  | 家痲 jiā-má                         | -a                       | -ja                      | -wa                      |                          | 15                              | 痲 má                           |
| 3                                   | 支思 zhī-sī                         | -z̩, -r̩                   |                          |                          |                          | 4                               | 支 zhī                          |
| 4                                   | 齊微 qí-wēi                         |                          | -i                       | -uj                      |                          | 4                               | 支 zhī                          |
| 4                                   | 齊微 qí-wēi                         | -əj                      |                          |                          |                          | 6                               | 佳 jiā                          |
| 6                                   | 皆來 jiē-lái                        | -aj                      | -jaj                     | -waj                     |                          | 6                               | 佳 jiā                          |
| 16                                  | 尤侯 yóu-hóu                        | -əw                      | -iw                      |                          |                          | 11                              | 尤 yóu                          |
| 11                                  | 蕭豪 xiāo-háo                       |                          | -jɛw                     | -wɔw                     |                          | 10                              | 蕭 xiāo                         |
| 11                                  | 蕭豪 xiāo-háo                       | -aw                      | -jaw                     | -waw                     |                          | 10                              | 蕭 xiāo                         |
| 17                                  | 侵尋 qīn-xún                        | -əm                      | -im                      |                          |                          | 13                              | 侵 qīn                          |
| 19                                  | 廉纖 lián-xiān                      |                          | -jɛm                     |                          |                          | 12                              | 覃 tán                          |
| 18                                  | 監咸 yán-xián                       | -am                      | -jam                     |                          |                          | 12                              | 覃 tán                          |
| 7                                   | 真文 zhēn-wén                       | -ən                      | -in                      | -un                      | -yn                      | 7                               | 真 zhēn                         |
| 10                                  | 先天 xiān-tiān                      |                          | -jɛn                     |                          | -ɥɛn                     | 9                               | 先 xiān                         |
| 9                                   | 桓歡 huán-huān                      |                          |                          | -wɔn                     |                          | 8                               | 寒 hán                          |
| 8                                   | 寒山 hán-shān                       | -an                      | -jan                     | -wan                     |                          | 8                               | 寒 hán                          |
| 1                                   | 東鐘 dōng-zhōng                     |                          |                          | -uŋ                      | -juŋ                     | 1                               | 東 dōng                         |
| 15                                  | 庚青 gēng-qīng                      | -əŋ                      | -iŋ                      | -wəŋ                     | -yŋ                      | 2                               | 庚 gēng                         |
| 2                                   | 江陽 jiāng-yáng                     | -aŋ                      | -jaŋ                     | -waŋ                     |                          | 3                               | 陽 yáng                         |

En sílabas con iniciales labiales, las codas -m del chino medio ya se habían disimilado a -n antes del período del mandarín temprano.  
Las codas -m restantes se fusionaron con -n antes de principios del siglo XVII, cuando el estándar del mandarín tardío de la dinastía Ming fue descrito por los misioneros europeos Matteo Ricci y Nicolas Trigault. Los pares -uŋ/-wəŋ y -juŋ/-yŋ también se habían fusionado para entonces. Sin embargo, el idioma todavía distinguía vocales medias y abiertas en los pares -jɛw/-jaw, -jɛn/-jan y -wɔn/-wan. Por ejemplo, 官 y 關, ambos guān en el idioma moderno, se distinguían como [kwɔn] y [kwan]. Estos pares también se habían fusionado para la época de la gramática de Joseph Prémare en 1730. Todavía se distinguen en los dialectos wu y gan y en algunos dialectos mandarín del bajo Yangtsé cercanos, como el dialecto de Yangzhou, donde se pronuncian [kuõ] y [kuɛ̃], respectivamente.

### Tonos
En el chino medio, las sílabas con codas vocálicas o nasales podían tener uno de tres contornos tonales, tradicionalmente llamados "llano", "ascendente" y "descendente". Las sílabas que terminaban en una oclusiva /p/, /t/ o /k/ (sílabas cerradas) no tenían contrastes tonales pero se trataban tradicionalmente como una categoría separada de "tono entrante", paralela a las sílabas que terminaban en nasales /m/, /n/ o /ŋ/. Las sílabas con iniciales sonoras tendían a pronunciarse con un tono más bajo, y para finales de la dinastía Tang, cada uno de los tonos se había dividido en dos registros condicionados por las iniciales. Cuando la sonoridad se perdió en todos los grupos de dialectos excepto wu y xiang antiguo, esta distinción se volvió fonémica.
El Zhongyuan Yinyun muestra la reorganización típica del mandarín de las primeras tres clases tonales en cuatro tonos:  
1. el tono llano superior, condicionado por las iniciales sordas del chino medio  
2. el tono llano inferior, condicionado por las iniciales sonoras o nasales del chino medio  
3. el tono ascendente (excepto para sílabas con iniciales sonoras del chino medio)  
4. el tono descendente, incluyendo sílabas de tono ascendente con iniciales sonoras del chino medio  
Las sílabas cerradas se distribuyen entre sílabas con codas vocálicas en otros tonos determinados por la inicial del chino medio:
- tono 2 en sílabas con iniciales obstruyentes sonoras
- tono 3 en sílabas con iniciales sordas excepto la oclusiva glotal
- tono 4 en sílabas con iniciales sonorantes o oclusiva glotal

Estas sílabas se colocan después de otras del mismo tono en el diccionario, quizás para acomodar dialectos del mandarín temprano en los que las antiguas sílabas cerradas conservaban una oclusiva glotal final, como en los dialectos modernos del noroeste y sureste.

## Vocabulario
La floreciente literatura vernácula del período también muestra vocabulario y sintaxis distintivamente mandarines, aunque algunos, como el pronombre de tercera persona tā (他), se pueden rastrear hasta la dinastía Tang.